# Порівняльна філософія
Порівня́льна філосо́фія, або філосо́фська компаративі́стика — область історико-філософських і філософських досліджень, порівняльне вивчення філософських традицій Заходу і Сходу, що включає вивчення філософських шкіл, вчень, систем, категоріального апарату та окремих понять. В даний час предметом порівняльної філософії також стає зіставлення філософських традицій Латинської Америки і Африки.

## Історія філософської компаративістики
На думку деяких дослідників, незважаючи на можливість виявлення витоків порівняльної філософії ще в давнину, інституалізацію її як самостійної галузі філософських та історико-філософських досліджень слід датувати 30-ми — 40-ми роками XX століття. Причини цього вбачають у встановленні в XX столітті все більш тісних контактів між Заходом і Сходом. Серед засновників філософської компаративістики називають імена французького мислителя Поля Массона — Урселя, автора роботи «Порівняльна філософія» (1923) і індійського філософа Пуллен Тірупаті Раджу, автора книги «Введення в порівняльну філософію» (1962). Одним з найбільших представників філософської компаративістики в XX столітті є японський вчений Накамура Хадзіме. Значний внесок у розвиток порівняльної філософії вніс бельгійський філософ і історик китайської математики Ульріх Ліббрехт.
Перша конференція філософів Сходу і Заходу відбулася в 1939 році в Гонолулу (США). У 1951 році Чарлзом А. Муром (Charles A. Moore), керівником кафедри філософії Гавайського університету (США), був заснований міжнародний міждисциплінарний щоквартальний журнал «Філософія Сходу та Заходу» (Philosophy East and West). Матеріали з порівняльної філософії публікуються також в журналах: «Dao: A Journal of Comparative Philosophy», «Comparative Philosophy. An International Journal of Constructive Engagement of Distinct Approaches toward World Philosophy».
В історії філософії осмислення проблеми порівняння еволюціонувало від метафізичного уявлення про пропорційності космосу в античності до логічного розуміння порівняння як базисної операції розуму у філософії нового часу. Ця еволюція відбувалася в рамках двох традицій, бо основним питанням в межах даної проблематики було і залишається питання виявлення основи для порівняння. Залежно від того, визнавали філософи існування об'єктивної і універсальної підстави для порівняння чи ні, вони залишалися або в рамках просторово-метафізичного, або інтуїтивно-релятивістського підходу до опису механізму порівняння.